# Schœnenbourg
Schœnenbourg település Franciaországban, Bas-Rhin megyében. Lakosainak száma 711 fő (2022. január 1.). Schœnenbourg Hoffen, Hunspach, Keffenach és Retschwiller községekkel határos.

## Népesség
A település népessége az elmúlt években az alábbi módon változott:
| Lakosok száma | 684  | 687  | 699  | 688  | 691  | 696  | 694  | 703  | 711  |
|               | 2013 | 2015 | 2016 | 2017 | 2018 | 2019 | 2020 | 2021 | 2022 |